# 中华人民共和国宪法
《中华人民共和国宪法》是中华人民共和国的宪法，法理上拥有最高的法律效力，是中华人民共和国一切法律制度的基础。
1949年9月，中国人民政治协商会议第一届全体会议通过了《中国人民政治协商会议共同纲领》，该纲领具有临时宪法的性质。1954年9月20日，首部宪法经第一届全国人民代表大会第一次会议审议通过。此后宪法又经历了两次重要修改。现行的八二宪法于1982年12月4日由第五届全国人民代表大会第五次会议审议通过，并于当日公布施行。八二宪法其后又经过了多次修正，形成了宪法现行文本。
现行宪法全文共4章、143条，阐释了中华人民共和国的国家性质，彰显了民主集中制的理念，明定了中华人民共和国是“工人阶级领导的、以工农联盟为基础的人民民主专政的社会主义国家”，规定了人民代表大会制度下的中央和地方国家机构，明示了中国实行基层群众自治制度和民族区域自治制度等基本政治制度，明列其基本国策，并将中国共产党的领导地位重新写入宪法（“中国共产党领导是中国特色社会主义最本质的特征”）。

## 制宪历史

### 共同纲领的颁布
1949年9月，中国人民政治协商会议第一届全体会议通过了《中国人民政治协商会议共同纲领》，以取代正在行宪状态、但不被中国共产党和中国民主同盟等党派承认的《中华民国宪法》。《共同纲领》在序言中宣告：“中国人民政治协商会议代表全国人民的意志，宣告中华人民共和国的成立，组织人民自己的中央政府。”中国宪法学界一直延续这种认知：“《共同纲领》虽然本身不是正式的宪法，只是起临时宪法的作用，但它实际上是名称不叫宪法的宪法，是中国历史上首创的临时宪法。”也就是说，《共同纲领》虽然名称不叫《宪法》，但属于临时宪法或起临时宪法作用，这基本上是宪法学界的普遍共识。这部纲领规定了政权机关的组成和新政府的军事、经济、文化教育、民族政策、外交政策。

### 五四宪法的制定
早在1949年刘少奇秘访苏联和1950年初毛泽东首次访苏之时，斯大林就已建议中共筹备制宪。1952年，苏联共产党总书记斯大林第三次督促正在访问苏联的刘少奇尽快制定宪法以解决合法性问题和“组织一党的政府”。至此，中华人民共和国才在1952年底开始酝酿宪法。学者张鸣认为，斯大林之所以极力建议中共制宪，除解决新政府自身合法性问题外，还有对中国向民族主义方向发展的担忧。他认为，“彻底断掉中国走南斯拉夫道路的可能性，才是斯大林在中共明显表示不情愿的情况下，坚持要中国制宪的背后原因。”
1952年12月1日，中共中央下发了《关于召开党的全国代表会议的通知》，通知认为召开全国人民代表大会和制定宪法的条件已经具备，准备制宪。1952年12月24日，第一届全国政协常委会第四十三次会议上，周恩来代表中国共产党提议起草宪法；政协通过了这一提议。1953年1月1日，中共中央机关报《人民日报》把制定宪法列为1953年的三项任务之一。1953年1月13日，中央人民政府委员会第二十次会议决定由毛泽东等三十余人组成宪法起草委员会，即形式上制宪机关为中央人民政府。
毛泽东于1953年3月初在修改审定的《宪法草案初稿说明》中指出：“宪法的基本任务，就是要从国家的制度、国家的权力和人民的权利等方面作出正确的适合历史需要的规定，使国家在过渡时期的总任务的完成获有法律上的保证。宪法草案的主要努力，首先用在这个目的上。”因此，这部宪法实质上具有了一定的过渡性质。宪法序言即规定了“国家在过渡时期”“逐步实现国家的社会主义工业化，逐步完成对农业、手工业和资本主义工商业的社会主义改造。”
1953年底，中共中央成立宪法初稿领导小组，毛泽东带领核心起草小组成员陈伯达、胡乔木和田家英南下杭州，亲自起草《中华人民共和国宪法》。但是这四人均非宪法学出身，只得搜集1936年苏联宪法、1952年罗马尼亚宪法等宪法，边学边写。其中也不乏独创，例如苏联等国宪法均没有的长篇大论式的宪法序言。
初稿小组于1954年2月提出初稿，并在中共中央政治局内部审议。1954年3月15日，中共中央政治局决定，由陈伯达等组成宪法小组，负责对宪法草案初稿的条文作最后的修改，提交中央讨论；同时组成宪法起草委员会办公室，由李维汉为秘书长。总的程序是：宪法先是由毛泽东的起草小组起草，然后送交中共中央政治局，由党的宪法小组具体负责润色、并得到政治局确认。即实际制宪机关为中共中央。
随后的整个过程，基本按照毛泽东在给刘少奇信中规定的进度进行：
1. 2月前完成宪法草案初稿，并随将此项初稿送中央各同志阅看。
2. 2月上半月将初稿复议，邓小平、李维汉两人参加。然后提交政治局（及在京各中央委员）讨论作初步通过。
3. 3月初提交宪法起草委员会讨论，在3月份内讨论完毕并初步通过。
4. 4月内再由宪法小组审议修正，再提政治局讨论，再交宪法起草委员会通过。
5. 5月1日由宪法起草委员会将宪法草案公布，交全国人民讨论四个月，以便9月间根据人民意见作必要修正后提交全国人民代表大会作最后通过。

约有一亿五千万人参与了首部宪法的讨论，提出的意见有138万多条。另有各省、市、县人民代表大会的596万多名代表也发表了意见。毛泽东表示，“这些意见，可以分作三部分。其中有一部分是不正确的。还有一部分，虽然不见得很不正确，但是不适当，以不采用为好。既然不采用，为甚么又要搜集呢？搜集这些意见，有甚么好处呢？有好处，可以了解在这八千多人的思想中对宪法有这样一些看法，可以有个比较。第三部分就是采用的，这当然是很好的、很需要的。”根据征求所得的意见，宪法起草委员会对原来的草案作了修改后，交中央人民政府委员会举行临时会议讨论通过，形成了宪法送审稿。

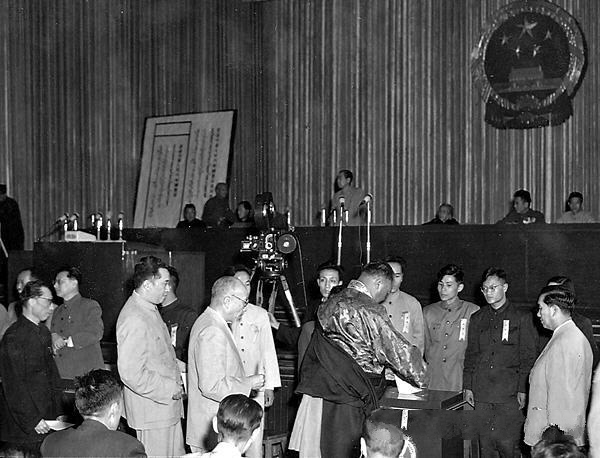
1954年9月20日，出席第一届全国人大一次会议的全国人大代表投票通过宪法

1954年9月20日，第一届全国人民代表大会第一次会议上，代表们共投票1197张，同意票为1197张，全票通过《中华人民共和国宪法》。
这部宪法规定公民拥有迁徙自由、居留权等，还纳入了公民在法律上一律平等的条款，行文上颇具建设性。此时，由于民主党派尚能发挥监督制约作用，且捍卫1946年政治协商会议的决议仍然是中共反对国民党政府有力的宣传武器，因此1954年宪法仍未远离8年前政治协商会议决议精神和5年前《中国人民政治协商会议共同纲领》的民主原则，例如全国人大的设置、内阁制、国家元首统帅军队等等。有观点认为，这部宪法的诸多条款，例如人民法院独立审判，公民自由迁徙权，均达到了1949年以来各部宪法无法超越的高度。
事实上，这部宪法很快就被虚置，几乎成了一纸空文。1958年8月21日，毛泽东在北戴河召开的中共中央政治局扩大会议上表示：“法律这个东西没有不行，但我们有我们的一套，……不能靠法律治多数人。多数人要养成习惯。民法、刑法那样多条文谁记得住？宪法是我参加制定的，我也记不得了。我们的规章制度，大多数、百分之九十是司局搞的，我们基本上不靠那些，主要靠决议、开会，一年搞四次。”

## 修宪历史

### 七五宪法
随着1956年社会主义改造的完成，又加上1957年发生反右运动与民主党派完全退出监督，原宪法的众多条文与形势愈加不合，也导致了包括宪法制定者在内的中共领导人认为该宪法已经过时。
1966年“文化大革命”开始后，宪法所设置的国家主席刘少奇处于囚禁状态，不能正常工作。1968年刘少奇被罢免后，国家主席长期空置，原有宪法体制已无法继续，修宪迫在眉睫。1970年，中共中央主席毛泽东提议废除国家主席职务，遭到中共众多领导反对，爆发广泛争议，修宪陷入僵局。1971年，林彪逃往苏联失败后，废除国家主席已成定局，修宪工作终于有所进展。故于1975年1月17日在第四届全国人民代表大会第一次会议上，第二部宪法正式通过，宪法中不再设立国家主席和副主席的职务。
这部宪法的合法性后来受到了质疑。因为通过该法律的第四届全国人民代表大会并非依照《五四宪法》和《选举法》规定，由人民直接选举的地方人民代表大会产生，而是由“民主协商”方式产生，即由各省、市、自治区革命委员会和军队等方面推选、指定或特邀的，其本身即违背了程序正义。同时，七五宪法没有由一个宪法修改委员会主持修改，也没有提交全民讨论，修宪的过程也并未公开透明，甚至直到该部宪法被通过四天后才由《人民日报》受权公布。
这部宪法首次在正文纳入了中国共产党领导，大量将中国共产党的机构纳入国家机构运作体系中，带有浓重的“文革”色彩。七五宪法规定，中国共产党中央委员会主席统率全国武装力量，导致了“党国不分”的现象。同时，宪法正文还写入了毛泽东思想，使得这部宪法实质上更接近于一部党章。
同时，这部宪法还废除了选举制度，改变由人民直接选举和下级人大间接选举的人民代表大会制，实行“民主协商选举”的形式。
有人认为，七五宪法是起草者们对宪法基本知识几乎一无所知，宪法完全从政治需要的角度制定的，是对“文革”在法律上的总结，是对“无法无天”的法律认定。

### 七八宪法
1976年“文革”结束后，国家政治形势再度发生重大变化，重新修宪又提上日程。1977年，中共中央决定成立宪法修改委员会，该委员会完全由中共中央政治局委员组成。同时，其名单仅由中共中央政治局决定，而没有经过合法的法律程序。宪法修改委员会在事实上也并未投入运作。中共中央政治局内部指定的宪法修改小组直接承担了宪法草案的修改工作，使得中央政治局的讨论几乎相当于宪法草案的讨论，而当时详细记录讨论的档案至今尚未公开。宪法草案完成后，1977年10月，中共中央发出通知“征求党内外群众对修改宪法的意见”。这次征求群体主要以党内人士为主，也包括一小部分的非党群众和党外人士。不过，这次征求意见的实际价值却受到了广泛质疑，在“两个凡是”的倾向下，宪法讨论显得死气沉沉。
新宪法于1978年3月5日在第五届全国人民代表大会第一次会议上通过。
新宪法修正了1975年宪法的一部分文革语调，恢复了被取消的检察机关，但仍保留了“大鸣，大放，大字报”的说法。。此外，该宪法恢复了《五四宪法》部分公民权利条款，不过并未恢复公民在法律面前一律平等的规定。
这部宪法正文延续了中国共产党领导的相关条款，仍将中国共产党的机构纳入国家机构运作体系中，带有浓重的“文革”色彩。七八宪法规定，中国共产党中央委员会主席统率全国武装力量。。同时，宪法正文继续写入了毛泽东思想，使得这部宪法实质上只是对七五宪法的小修小改，是《五四宪法》和《七五宪法》之间的折中妥协。同时，这部宪法恢复了选举制度，取消“民主协商选举”的形式，规定人大代表“由无记名投票选举产生”，但加注了“应经过民主协商”的限制条件。
其后，七八宪法经过两次修正。1979年7月1日，第五届全国人民代表大会第二次会议通过决议修改宪法条文，同意县和县以上的地方各级人民代表大会设立常务委员会，将地方各级革命委员会改为地方各级人民政府，将县的人民代表大会代表改为由选民直接选举，将上级人民检察院同下级人民检察院的关系由监督改为领导。1980年9月10日，第五届全国人民代表大会第三次会议通过决议，取消了原第四十五条中“有运用‘大鸣、大放、大辩论、大字报’的权利”的规定。

### 八二宪法
1980年代初，随着中共“拨乱反正”的深入，文化大革命已经被完全推翻，修改原宪法、使之适应形势再度成为迫切需求。1980年8月18日，邓小平在中共中央政治局扩大会议上作了《党和国家领导制度改革》的讲话（俗称“8.18讲话”），向全国人大提出全面修宪建议，强调：
1. 宪法应当保证人民享有充分的公民权利，真正享有管理国家各级组织和各项企业事业的权力；
2. 各少数民族聚居的地方实行民族区域自治，改善人民代表大会制度；
3. 要体现不允许权力过分集中的原则；
4. 要明确哪些问题应当由集体讨论和决定，决定时，要严格实行少数服从多数，一人一票，每个书记只有一票的权利，不能由第一书记说了算。[29][30][31][32][33]

1980年，经全国人大决定，正式成立了由叶剑英、宋庆龄和彭真主持，包含民主党派、社团团体主要负责人和法学家在内的“中华人民共和国宪法修改委员会”。宪法修改委员会主委叶剑英强调，“经修改的宪法应当反映并且有利于我国社会主义的政治制度、经济制度和文化制度的改革与完善。法制的民主原则、平等原则、司法独立原则应当得到更充分实现，在宪法修改中作出适当规定。” 宪法修改委员会成立后立即投入了运作，这次修宪酝酿讨论的广泛程度均超越前两次修宪。
在修宪讨论过程中，宪法修改委员会秘书长胡乔木曾提出将全国人大代表的数量削减至1,000人，于全国人大下设立两个院，各500人，使全国人大成为常设机构，以改变人大“橡皮图章”的印象；另有委员提出，仿效苏联最高苏维埃设立联盟院和民族院的制度，“按地区产生的代表组成一院，按行业界别产生的代表组成另一院”。 而以邓小平和叶剑英为首的反对者们认为，“如果两家意见不一致，协调起来非常麻烦，运作很困难”。最终双方达成折衷，将全国人民代表大会常务委员会的职权大为扩大，使之成为常设立法机关，有权制定绝大部分法律和审议应当由全国人大批准的法律。此外，在修宪过程中，许多法学学者的专业意见也得到了采纳。如经济学者孙冶方就曾给宪法修改委员会写信，建议取消“国家由中国共产党领导”和“指导思想”条款，得到了宪法修改委员会的肯定。同时，这部宪法也恢复了“法律面前人人平等”的条款。宪法修改委员会副主委彭真在有关会议上曾说明修改宪法的四个原则：
1. 坚持四项基本原则，是修改宪法的总的指导思想。
2. 宪法一定要从中国的实际出发。
3. 宪法只能写现在能够定下来的，最根本、最需要的东西。宪法要起到统一思想、进一步巩固安定团结、保证四化建设等工作顺利进行的作用。
4. 以1954年宪法（五四宪法）为基础，总结正反两个方面的经验，继承1954年宪法，发展1954年宪法。

经历2年多的修订，1982年12月4日，第五届全国人民代表大会第五次会议审议通过新的宪法，成为中华人民共和国的第四部宪法（简称“八二宪法”）。该宪法建立在五四宪法的基础上，构成了现今宪法的主体部分，其主要的修订内容包括：
- 删除了诸如“在无产阶级专政下继续革命”的文革语言[註 3]
- 一定程度上理顺了党和国家，行政、立法和司法的关系，将中国共产党党务机构分离出国家机构运作体系
- 取消了“国家由中国共产党领导”的条款，不在具法律效力的宪法正文直接出现“中国共产党”字样[28]
- 实现了党政分开，明确区分了立法权、司法权和行政权
- 规定了包括中国共产党在内的“任何组织或者个人都不得有超越宪法和法律的特权” [7][28]
- 重新设立在七五宪法中废除的中华人民共和国主席和副主席职务，作为国家元首机构，但不再设立最高国务会议和国防委员会，国家主席成为虚位元首
- 对于关键的军队归属问题，废除七五和七八宪法由中国共产党中央委员会主席统帅军队的规定，相对于五四宪法，该宪法采用了折中方案，即设立中华人民共和国中央军事委员会领导全国武装力量，与中共中央军事委员会并列，实行“一个机构，两块牌子”。[7]

八二宪法的制定过程是历部宪法中最为民主的，被评价为建国后“迄今为止最好的一部宪法”，突出了宪政主义的精神、观点和思想。但也有观点认为，这部宪法也有其局限性，如“四项基本原则”的入宪，领袖、个人意志的权重显然是更大的。

#### 修正案
1988年，因應改革開放潮流，第七届全国人大修改宪法第十条和第十一条。允许私营经济出现，并准许土地使用权转让。
1993年，邓小平南巡后，为准许市场经济体制发展，第八届全国人大修改宪法总纲大部分条款和序言部分，以及地方人大代表选举部分。正式确立了“社会主义市场经济”体制，并将中国共产党领导的多党合作和政治协商制度写入序言。
1999年，第九届全国人民代表大会第二次会议，将宪法部分条文再度修改，修改后的宪法进一步提高了私有经济地位，并废止“反革命罪行”的条款。
2004年，第十届全国人民代表大会第二次会议再度修改了宪法。原条文中的戒严状态更改为紧急状态并授权国家主席根据全国人民代表大会的决定宣布紧急状态，另外，“国家尊重和保障人权”的说法也写入宪法，《义勇军进行曲》亦被明定为国歌。
2018年，第十三届全国人大一次会议通过了宪法修正案。内容包括再一次把“中国共产党的领导”写进宪法正文，赋予设区的地级市地方立法权、设立国家监察机关、取消国家主席和副主席任期限制、从宪法层面上确立宪法宣誓制度等。
| 项目                         | 共同纲领                                 | 五四宪法                                 | 七五宪法                                 | 七八宪法                                 | 八二宪法（原文及一至四次修正）           | 现行文本                               |
| ---------------------------- | ---------------------------------------- | ---------------------------------------- | ---------------------------------------- | ---------------------------------------- | ---------------------------------------- | -------------------------------------- |
| 领导阶级                     | 工人阶级                                 | 工人阶级                                 | 工人阶级                                 | 工人阶级                                 | 工人阶级                                 | 工人阶级                               |
| 正文是否明确共产党领导       | 否                                       | 否                                       | 是                                       | 是                                       | 否                                       | 是                                     |
| 是否明确共产党遵守宪法       | 是                                       | 是                                       | 是                                       | 是                                       | 是                                       | 是                                     |
| 最高国家权力机关             | 中国人民政治协商会议                     | 全国人民代表大会                         | 全国人民代表大会                         | 全国人民代表大会                         | 全国人民代表大会                         | 全国人民代表大会                       |
| 最高国家权力机关的常设机关   | 中央人民政府委员会                       | 全国人民代表大会常务委员会               | 全国人民代表大会常务委员会               | 全国人民代表大会常务委员会               | 全国人民代表大会常务委员会               | 全国人民代表大会常务委员会             |
| 国家元首                     | 中央人民政府主席                         | 国家主席                                 | 不设                                     | 不设                                     | 国家主席                                 | 国家主席                               |
| 国家元首任期限制             | 无                                       | 无                                       | -                                        | -                                        | 有                                       | 无                                     |
| 政府首脑                     | 中央人民政府政务院总理                   | 国务院总理                               | 国务院总理                               | 国务院总理                               | 国务院总理                               | 国务院总理                             |
| 政府首脑任期限制             | 无                                       | 无                                       | 无                                       | 无                                       | 有                                       | 有                                     |
| 政府首脑提名权               | 中央人民政府委员会                       | 国家主席                                 | 中国共产党中央委员会                     | 中国共产党中央委员会                     | 国家主席                                 | 国家主席                               |
| 最高国家行政机关             | 政务院和国家计划委员会                   | 中华人民共和国国务院（即中央人民政府）   | 中华人民共和国国务院（即中央人民政府）   | 中华人民共和国国务院（即中央人民政府）   | 中华人民共和国国务院（即中央人民政府）   | 中华人民共和国国务院（即中央人民政府） |
| 最高国家监察机关             | 不设（监察权由人民政府行政监察部门行使） | 不设（监察权由人民政府行政监察部门行使） | 不设（监察权由人民政府行政监察部门行使） | 不设（监察权由人民政府行政监察部门行使） | 不设（监察权由人民政府行政监察部门行使） | 中华人民共和国国家监察委员会           |
| 最高国家审判机关             | 中央人民政府最高人民法院                 | 最高人民法院                             | 最高人民法院                             | 最高人民法院                             | 最高人民法院                             | 最高人民法院                           |
| 最高国家检察机关             | 中央人民政府最高人民检察署               | 最高人民检察院                           | 公安部                                   | 最高人民检察院                           | 最高人民检察院                           | 最高人民检察院                         |
| 地方行政机关                 | 人民政府                                 | 人民委员会                               | 革命委员会                               | 革命委员会                               | 人民政府                                 | 人民政府                               |
| 基层行政机关                 | 人民政府                                 | 人民委员会                               | 人民公社                                 | 人民公社                                 | 人民政府                                 | 人民政府                               |
| 武装力量统率                 | 中央人民政府人民革命军事委员会           | 国家主席                                 | 中共中央主席                             | 中共中央主席                             | 中央军事委员会主席                       | 中央军事委员会主席                     |
| 是否明定人权保障             | 否                                       | 否                                       | 否                                       | 否                                       | 是（2004年修宪后写入）                   | 是（2004年修宪后写入）                 |
| 是否明定公民一律平等         | 是                                       | 是                                       | 否                                       | 否                                       | 是                                       | 是                                     |
| 是否明定迁徙权               | 是                                       | 是                                       | 否                                       | 否                                       | 否                                       | 否                                     |
| 是否明定罢工权               | 否                                       | 否                                       | 是                                       | 是                                       | 否                                       | 否                                     |
| 是否允许私有制               | 是                                       | 是                                       | 否                                       | 否                                       | 是                                       | 是                                     |
| 是否明确台湾是中国领土       | 否                                       | 否                                       | 否                                       | 是                                       | 是                                       | 是                                     |
| 是否规定外国人可以享有庇护权 | 是                                       | 是                                       | 是                                       | 是                                       | 是                                       | 是                                     |

## 宪法内容

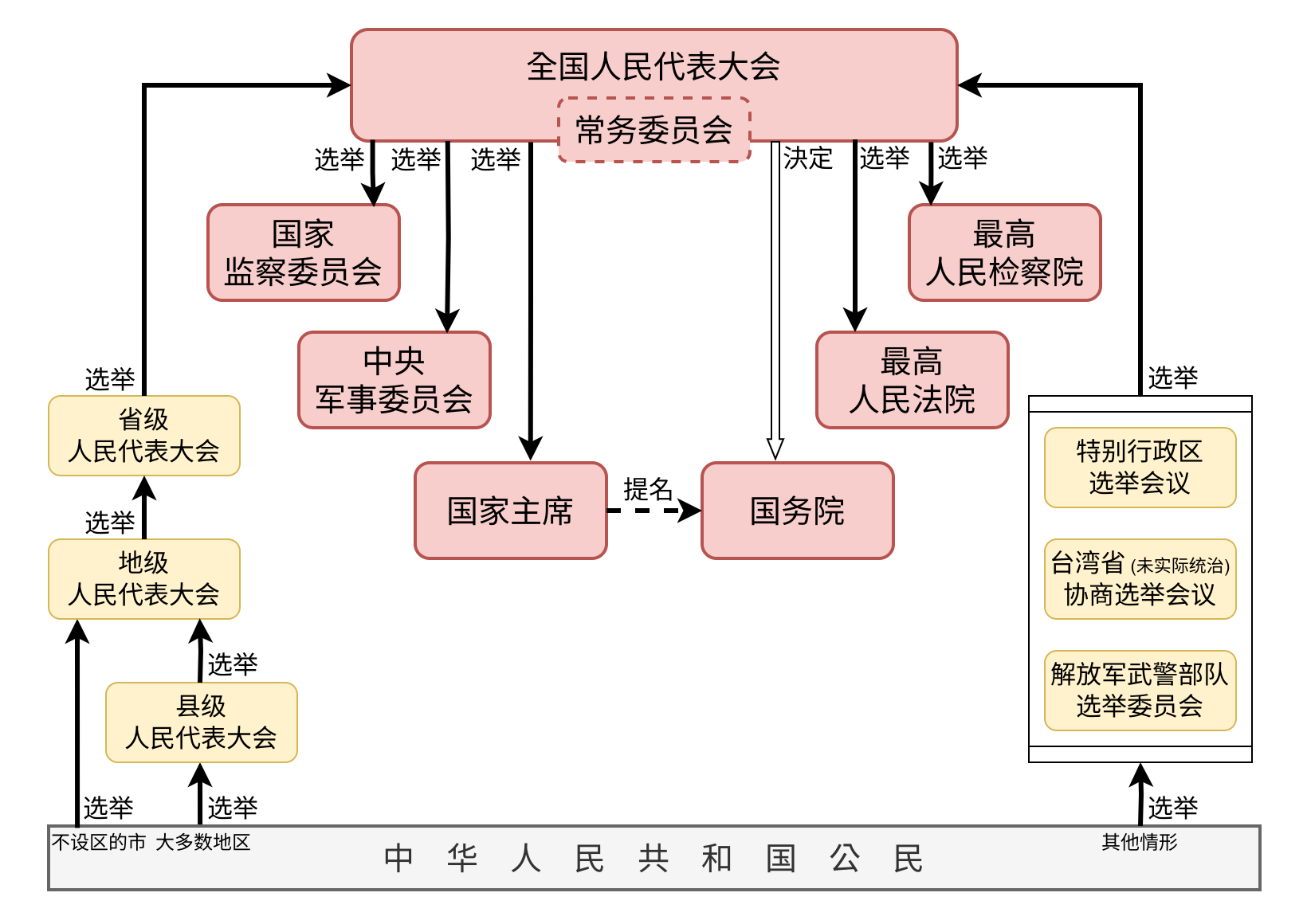
中华人民共和国国家机构结构图

中华人民共和国现行宪法分为序言、总纲、公民的基本权利和义务、国家机构以及国旗、国歌、国徽、首都五部分组成。序言部分简介建国历史，中国共产党的基本政策和基本国策，以及国家的基本性质与基本形式，和宪法的效力。总纲则明确国体，基本国策等。公民基本权利和义务则阐述各项人权和公民应尽义务。国家机构部分则规定以全国人民代表大会为最高权力机关同时作为立法机关。实行人民代表大会制，最高国家行政机关中央政府即中华人民共和国国务院对全国人大负责。中华人民共和国主席为“形式上”的国家元首，不负责政府工作，但可提名作为政府首脑的国务院总理人选交由全国人大通过。军事机关（中央军事委员会）独立于行政部门，对全国人大负责。最高国家司法机关分最高人民法院和最高人民检察院，由全国人大产生，分别对全国人大负责，对行政部门独立。最后一部分则规定了国家的基本标志，即国旗、国歌、国徽等。
司法部认为，五四宪法是“维护和实现百姓权益最根本的保护神”，是代表了工人阶级意志的宪法。中共中央总书记胡锦涛在2002年表示，宪法是中华人民共和国党和国家国民经济和社会运行的法律保障。美国普度大学及美国学者埃斯特斯等人则批评，该宪法虽然在法律意义上“拥有最高的法律效力”，是“国家根本法”，但是历史上执政的中国共产党曾违反过该宪法的众多条款并对要求严格遵守宪法的呼吁进行了压制。《大英百科全书》、李侃如及《炎黄春秋》杂志认为，在具体的司法实践中，中华人民共和国宪法的适用性受限，无法准确反映实际政治体制的运行。

## 宪法施行

### 宪法公布实施
中华人民共和国宪法并未制定生效日期，其通过日期，公布日期，和生效日期均在同一天。
与之相对应的，中华人民共和国民法总则，中华人民共和国刑法,中华人民共和国民法典等普通法均在附则中制定了生效日期。

### 宪法解释
根据2004年修正后的宪法第六十二条第一款规定，全国人民代表大会有权修改宪法，第六十四条规定了修改宪法的程序；第六十七条第一项和第四项规定，全国人民代表大会常务委员会负责行使解释宪法和法律的职权，但宪法中并未说明在何种条件下全国人大常委会行使这一职权。
《中华人民共和国立法法》第二章第四节第四十二条规定中国法律有以下情况之一的，由全国人大常委会解释：
（一）法律的规定需要进一步明确具体含义的；
（二）法律制定后出现新的情况，需要明确适用法律依据的。
现有的宪法解释有：
- 《全国人民代表大会常务委员会关于香港特别行政区立法会议员资格问题的决定》：第十三届全国人民代表大会常务委员会第二十三次会议决定，引用《中华人民共和国宪法》、《中华人民共和国香港特别行政区基本法》、《全国人民代表大会关于建立健全香港特别行政区维护国家安全的法律制度和执行机制的决定》、《中华人民共和国香港特别行政区维护国家安全法》、《全国人民代表大会常务委员会关于〈中华人民共和国香港特别行政区基本法〉第一百零四条的解释》、《全国人民代表大会常务委员会关于香港特别行政区第六届立法会继续履行职责的决定》等法律和法律解释做出决定，符合部分条件的香港特别行政区立法会议员，一经依法认定，即时丧失立法会议员的资格，依据之一即《中华人民共和国宪法》第六十七条第一项。

### 違憲审查
《中华人民共和国宪法》第六十七条规定，宪法的解释权属于全国人民代表大会常务委员会。
2003年孙志刚案发生后，许志永、滕彪、俞江三位法学博士向全国人大常委会提交《关于审查〈城市流浪乞讨人员收容遣送办法〉的建议》，呼吁违宪审查，但国务院立即主动废除了收容制度，即《城市流浪乞讨人员收容遣送办法》，违宪审查没有发生。2007年，69名学者和公民上书全国人民代表大会常务委员会法制工作委员会，要求废除违反宪法的劳教制度。此事至2007年12月20日止没有回音。2013年，在未觸發違憲審查的情況下，勞教制度被廢除。英国学者马蒂厄批评，中国法院不允许当事人主张其宪法权利遭受侵犯。负责违宪审查的全国人民代表大会宪法和法律委员会从未宣布任何法律法规违宪。
2019年12月16日，第十三届全国人大常委会第44次委员长会议通过《法规、司法解释备案审查工作办法》。自2020年起，全国人大常委会正式启动违宪审查工作。

以下列表列出全国人大常委会2017年起历年《备案审查工作情况的报告》中列举的全国人大常委会对涉及合宪性、涉宪性问题的法律、法规、司法解释进行审查的案例：
- 人身损害赔偿标准城乡差异问题违宪审查：针对最高人民法院司法解释规定，人身损害赔偿案件中，对城镇居民和农村居民分别以城镇居民人均可支配收入和农村居民人均纯收入为标准计算残疾赔偿金和死亡赔偿金。有公民对此提出合宪性审查建议，认为因计算标准不一致导致司法审判实践中出现不公平现象，与宪法有关精神不一致。全国人大常委会法制工作委员会审查认为，随着社会发展进步，国家提出城乡融合发展，城乡发展差距和居民生活水平差距将逐步缩小，城乡居民人身损害赔偿计算标准的差异也应当随之取消。2019年9月，最高人民法院授权各省、自治区、直辖市高级人民法院、新疆生产建设兵团分院开展统一城乡人身损害赔偿标准试点工作。全国人大常委会法制工作委员会与最高人民法院沟通，建议在总结试点经验的基础上，适时修改完善人身损害赔偿制度，统一城乡居民人身损害赔偿标准。
- 民航发展基金征收违宪审查：2020年全国政协会议期间，有全国政协委员提出提案，建议对民航发展基金的征收进行合宪性审查。其后，全国人大常委会法制工作委员会审查认为，征收民航发展基金不属于宪法第十三条第三款规定的对私有财产的征收或者征用，不存在与宪法相抵触的问题。但是，征收民航发展基金依据的是国务院文件和有关部门规章，与2014年修改后的预算法第九条第一款关于政府性基金依照法律、行政法规的规定征收的规定不符。全国人大常委会法工委向中华人民共和国司法部提出，如果需要继续征收民航发展基金，应当及时完善相关法律或者行政法规依据。
- 民族学校民族语言教育违宪审查：2020年，全国人大常委会法制工作委员会针对地方性法规中“各级各类民族学校应当使用本民族语言文字或者本民族通用的语言文字进行教学”以及“经本地教育行政部门同意，有条件的民族学校部分课程可以用汉语言文字授课”等相关规定进行了违宪审查。全国人大常委会法工委审查认为，上述规定与宪法第十九条第五款关于国家推广全国通用的普通话的规定和国家通用语言文字法、教育法等有关法律的规定不一致，已要求制定机关作出修改[51]。
- 《重庆市人口与计划生育条例》违宪审查：2021年6月，有公民向全国人大常委会法工委来信，建议对该市人口与计划生育条例进行审查。该条例规定，“对涉嫌违法生育的，卫生和计划生育行政部门应当进行调查。必要时，市或者区县（自治县）卫生和计划生育行政部门可以要求当事人进行技术鉴定以查清事实，当事人应当配合。”“当事人违反本条例第二十四条规定，拒绝接受技术鉴定的，处一万元以上五万元以下罚款”。这位居民认为，上述规定赋予了行政机关强制公民进行亲子鉴定的权力，不符合亲子鉴定应当遵循的自愿原则，违反公序良俗，突破上位法，与行政处罚法相关规定相抵触。全国人大常委会法工委审查认为，“亲子关系涉及公民人格尊严、身份、隐私和家庭关系和谐稳定，属于公民基本权益，受宪法法律保护，地方性法规不宜规定强制性亲子鉴定的内容，也不应对此设定相应的行政处罚、处分、处理措施。经沟通，制定机关已对相关规定作出修改[52]。”
- 《人民检察院刑事诉讼规则》“统一调用检察官”规定违宪审查：2023年，有公民对《人民检察院刑事诉讼规则》关于“上级人民检察院可以依法统一调用辖区内的检察人员办理案件，经上级人民检察院作出调用决定，被调用的检察官可以代表办理案件的人民检察院履行出庭支持公诉等各项检察职责”的规定提出审查建议。全国人大常委会法工委经研究认为，宪法和有关组织法等法律共同构成检察权行使的法律依据，根据人民检察院组织法有关规定，上级人民检察院可以调用辖区的检察人员办理案件；被调用的检察人员代表办理案件的人民检察院履行出庭支持公诉等各项检察职责的，须经本级人大常委会作出相关任职决定[53]。
- “因犯罪受刑事处罚人员不得享受最低生活保障政策”规范性文件违宪审查：2024年，有公民对某地方政府规范性文件规定，“因犯罪受刑事处罚人员不得享受最低生活保障政策”提出审查建议，认为存在合宪性、合法性问题，应予纠正。全国人大常委会法工委经审查研究认为，宪法第四十五条第一款中对“中华人民共和国公民在年老、疾病或者丧失劳动能力的情况下，有从国家和社会获得物质帮助的权利”作出明确规定；最低生活保障制度是实施宪法有关规定的一个具体体现，属于有关保障民生的兜底性制度安排；对于没有劳动能力、没有生活来源的各类人员，包括曾受刑事处罚人员中具有此类情况的人员，应当属于城乡最低生活保障覆盖范围的人员；如果将涉罪有关人员排除在城乡最低生活保障范围之外，与宪法有关规定的原则和精神不符，也与国务院有关行政法规的原则和精神不符。经沟通，制定机关表示，该文件虽然在政府官网上，但实际上已废止。全国人大常委会法工委与有关方面督促制定机关对该文件作出妥善处理[54]。
- “因犯罪受过刑事处罚人员不得从事某种职业”规范性文件违宪审查：2024年，有公民对某法规“因犯罪受过刑事处罚人员不得从事某种职业”规定提出审查建议，认为这类规定存在合宪性、合法性问题。全国人大常委会法工委经审查研究认为，对特定人员从事特定职业作出限制性或者禁止性规定，应当确有必要，限于特定范围内；超出一定必要性和合理性，过于宽泛甚至随意规定从业限制或者从业禁止，则不符合宪法关于“公民有劳动的权利和义务”规定的原则和精神；对曾因犯罪受过刑事处罚人员规定从业限制或者从业禁止，应当严格遵循宪法和有关法律的规定、原则和精神，综合考虑罪刑轻重、罪名种类、社会危害性大小、相关限禁措施与犯罪行为之间具有关联性等因素，公平合理进行设定。全国人大常委会法工委建议制定机关加强对涉罪人员相关问题研究论证，慎重设定终身禁业，适时考虑修改完善相关规定[54]。

### 引用宪法裁判争议
1955年，最高人民法院出台司法解释，规定宪法不能用来给罪犯定罪量刑。1986年，最高人民法院的另一个司法解释认为宪法不能适用于普通民事关系。在2001年的齐玉苓案中，山东省高级人民法院在依据宪法第四十六条及最高人民法院批复意见判决齐玉苓胜诉。
2001年8月，最高法院民一庭庭长的黄松有在《人民法院报》专门就齐玉苓案撰文《宪法司法化及其意义》，指出中国公民依照宪法规定享有的基本权利有相当一部分在司法实践中长期处于 “睡眠” 或 “半睡眠” 状态，最高法院针对此案的批复首次打破了“沉默”，“开创了法院保护公民依照宪法规定享有的基本权利之先河”。2008年12月18日，最高人民法院发布公告，废止了包括《最高人民法院关于以侵犯姓名权的手段侵犯宪法保护的公民受教育的基本权利是否应承担民事责任的批复》在内的27项司法解释。
2016年6月28日，最高人民法院审判委员会在其发布的《人民法院民事裁判文书制作规范》中要求，“裁判文书不得引用宪法和各级人民法院关于审判工作的指导性文件、会议纪要、各审判业务庭的答复意见以及人民法院与有关部门联合下发的文件作为裁判依据，但其体现的原则和精神可以在说理部分予以阐述。”

### 效力爭議
按照卡尔·罗文斯坦依照宪法在国家实际权力运作方面所具有的实质意义进行的划分，《中华人民共和国宪法》属于典型的字义型宪法（semantic constitution），即宪法不能全然发挥限制国家权力，保障人民权利之作用，宪法完全缺乏规范力，成为装饰品。例如，尽管中国政府声称该宪法是“维护和实现百姓权益最根本的保护神”，事实上此法在1957年的反右运动和1966年－1976年的文化大革命中均未能发挥其正文中所规定的：“禁止非法拘禁和以其他方法非法剥夺或者限制公民的人身自由，禁止非法搜查公民的身体”等条文之效力以保障公民权利，甚至未能保障国家主席刘少奇的人身权利。直至2021年，仍有相当数量的中国公民因言论被治罪，却得不到宪法言论自由条款（宪法第三十五条「中华人民共和国公民有言论、出版、集会、结社、游行、示威的自由」）的保护。有人士指，这部由执政党起草的，代表该党意志的宪法，自颁布以来，除“党的领导”条款之外的所有条款从未被该执政党认真遵守过。也有观点认为，遵守宪法是党章规定，党应当在宪法范围内活动。
宪法适用性的另一个严重问题是政治宣言式的宪法序言，序言部分自1954年宪法首创，历次修改后变得越来越长。而序言部分和正文部分是否具有同等法律效力，甚至宪法序言与正文是否互相矛盾，更是争议极大。

## 延伸阅读
[在维基数据编辑]
 在维基文库阅读本作品原文
 《中華人民共和國憲法 (1954年)》（介绍）
 《中华人民共和国宪法 (1975年)》（介绍）
 《中华人民共和国宪法 (1978年)》（介绍）
 《中华人民共和国宪法 (1979年)》
 《中华人民共和国宪法 (1980年)》
 《中华人民共和国宪法 (1982年)》（介绍）
 《中华人民共和国宪法 (1988年)》
 《中华人民共和国宪法 (1993年)》
 《中华人民共和国宪法 (1999年)》
 《中华人民共和国宪法 (2004年)》
 《中华人民共和国宪法 (2018年)》
 《關于中華人民共和國憲法草案的報告》
 《中华人民共和国第五届全国人民代表大会第三次会议关于修改《中华人民共和国宪法》第四十五条的决议》
 《第五届全国人民代表大会第二次会议关于修正《中华人民共和国宪法》若干规定的决议》
 《关于修改宪法的报告》
 《关于修改宪法的报告》